# 黑痣菌目
黑痣菌目（学名：Phyllachorales）为粪壳菌纲的一个目。此科的模式属为黑痣菌属(Phyllachora)。

## 下级分类
本目包括以下科：
- Phaeochoraceae
- 黑痣菌科 Phyllachoraceae
- Telimenaceae

科的地位未定的属：
- Cyclodomus F.von Höhnel, 1909
- Mangrovispora K.D.Hyde & Nakagiri, 1991
- Palmomyces K.D.Hyde, J.Fröhlich & J.E.Taylor, 1998